# 土曜の夜はケータイ短歌
『土曜の夜はケータイ短歌』（どようのよるはケータイたんか）は、NHKラジオ第1放送で生放送されていたリスナー参加型のラジオ番組。

## 概要
毎回あるお題に沿って、リスナーから携帯電話（パソコンインターネットからも参加可能）の番組ウェブサイトから短歌（5・7・5・7・7）を作って（送信して）もらい、送信された作品に関して、スタジオにいる選者（歌人）やゲストがトークや寸評を入れるというラジオ番組でもある。
2002年、『ラジオほっとタイム』の「いきいきホットライン」で企画されたのがきっかけ。それからは不定期でラジオ（初期はFM放送と教育テレビで同時放送。その後ラジオ第1で放送）の特別番組（その当時のタイトルは『眠れない夜はケータイ短歌』）として放送された。
2005年4月からは、毎週土曜日の21:05～21:55(JST)の定時番組（レギュラー番組）として装いを一新している。
ちなみに2005年3月20日にはNHK総合テレビでNHKスペシャル『1億人のケータイ短歌』が放送された。
番組タイトル名や、投稿を携帯電話やインターネットの番組ウェブサイトのみで受け付けている（郵便やファクシミリでは受け付けていない）ことからか、作品の投稿者は、NHK第1ラジオとは縁遠いと思われる、10～20代前半までの若者が多く、NHK第1ラジオの主なリスナー層である中高年の投稿は少ない。
2008年3月で一旦終了し、4月より『夜はぷちぷちケータイ短歌』を送る。

## 主なコーナー
月を通してお題を2つ設け、お題に寄せられた短歌を紹介する。また、週ごとに年中行事やゲストにちなんだ短歌の募集もある。それ以外にも企画コーナーがある。
年の数だけ吐き出して!
こころの中で思ったことを、年齢の数にあわせて投稿する。
付け句でいこう
お題となる付け句を入れて投稿する。
わたしだけの色
お題となる色についての短歌を投稿する。
Photo短歌
2005年度の企画。写真を添えて短歌を作る。
誰かこたえて 短歌でコミュニケーション
短歌で寄せられた悩みに返歌（短歌で返答）する。

## 出演者
- MC・魚喃キリコ、ふかわりょう（交替で担当）
- 選者・朗読の歌人（穂村弘、東直子、天野慶、加藤千恵、斉藤斎藤、笹公人など）

### 以前の出演者
- 川嶋あい（2005年度）
- より子（2005年度）
- 東野翠れん（2006年度、ふかわと共に出演）
- 目加田頼子（進行役、2005年度）
- 有江活子（進行役、特番時代）